# Stenotabanus
Stenotabanus is een vliegengeslacht uit de familie van de dazen (Tabanidae).

## Soorten
- S. atlanticus (Johnson, 1913)
- S. flavidus (Hine, 1904)
- S. floridensis (Hine, 1912)
- S. guttatulus (Townsend, 1893)
- S. magnicallus (Stone, 1935)
- S. pechumani Philip, 1966
- S. psammophilus (Osten Sacken, 1876)